# Aethelstan de Estanglia

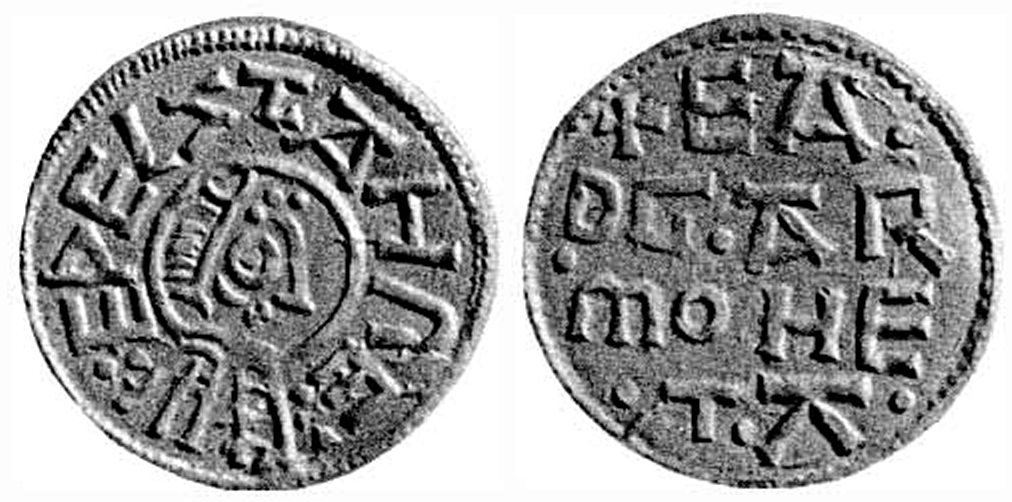
una moneda del reinado de Æthelstan.

Æthelstan fue rey de Estanglia en el siglo IX.
Como con el resto de reyes de Estanglia, la información escrita es muy escasa. No obstante, Æthelstan dejó tras de sí un extenso monedaje, con o sin retrato. 
Se ha sugerido que Æthelstan fue, probablemente, el rey, que derrotó y mató a los reyes de Mercia Beornwulf (muerto en 826) y Ludeca (muerto en 827). Él pudo haber intentado hacerse con el poder en Estanglia a la muerte de Coenwulf de Mercia (quien murió en 821). Si este es el caso, aparentemente él fue derrotado por Coenwulf el sucesor de Ceolwulf.
El final del reinado de Æthelstan se sitúa a mediados o finales de 840s. Fue sucedido por Æthelweard.